# McLaren F1 GTR
Chronologie des modèles
McLaren P1 GTR
La McLaren F1 GTR est une voiture de course développé par McLaren Automotive et homologuée pour courir dans la catégorie GT1 de la Fédération internationale de l'automobile (FIA). Elle est dérivée de la McLaren F1 d'où elle tire son nom.
D'abord engagée par un grand nombre d'écuries privées dans le championnat BPR Global GT Series en 1995, elle participe au 24 Heures du Mans et remporte la course au classement général en terminant devant les prototypes, notamment devant la Courage C34 de Courage Compétition qui termine deuxième.
Elle est ensuite engagée en championnat FIA GT en 1997 et 1998.

## Aspects techniques
La McLaren F1 GTR “Longtail” adopte cette appellation car elle dispose d’une carrosserie profilée plus longue qu’une F1 plus classique. Associée à un aileron fixe massif, cette spécificité permet à la F1 GTR de bénéficier d’un appui aérodynamique significativement plus élevé sur le train arrière pour la maintenir collée à la route à haute vitesse. En parlant de vitesse, cette version ultra-performante de la McLaren pouvait atteindre les 362 km/h en pointe.
Son V12 6.0 atmosphérique assemblé par BMW développe une puissance de 600 ch (441 kW) et un couple de 651 N m, transmis aux seules roues arrière par le biais d’une boîte de vitesses renforcée à 6 rapports. La fibre de carbone est omniprésente, une spécificité encore peu répandue en 1996, année de sa production. Le châssis 19R concerné, ne pèse ainsi que 950 kg environ. Elle développe une puissance de 636 chevaux à 7 800 tr/min en propulsion, ce qui la dote d'un rapport poids/puissance de 1,76 kg/ch (poids à vide de 1 120 kg). Elle possède un réservoir de 100 litres.

## Histoire en compétition
Elle remporte les 24 Heures du Mans 1995.